# De Forenede Jernstøberier
De Forenede Jernstøberier A/S var en sammenslutning af virksomheder inden for støbning af jern og produktion af støbejernsgods. Virksomheden opstod i 1906, da L. Lange & Co. i Svendborg gik sammen med støberierne H.P. Jensen & Co. fra Aarhus, Christianshavns Jernstøberi & Maskinværksteder fra København, Godthaab Jernstøberi & Maskinfabrik fra Hellebæk og I.A. Hermansens Sønners Jernstøberi & Maskinfabrik fra Næstved. L. Lange & Co. var allerede i 1898 sammensluttet med H.P. Jensen & Co. til A/S L. Lange, H.P. Jensen & Co. I 1930 indgik Anker Heegaards Fabriker, der var grundlagt i 1828, i sammenslutningen.
- H.P. Jensen (1831-1914) havde i 1857 nedsat sig som klejnsmedemester. Efter nogle års forløb udvidedes virksomheden til at omfatte maskinbyggeri; i 1884 opførtes et jernstøberi, samtidig indtrådte C. Schaarup og Fr. Hasselriis i firmaet. I 1906 optoges de tre nedennævnte virksomheder i sammenslutningen, og det nydannede selskab fik navnet A/S De Forenede Jernstøberier.
- J.A. Hermansens Sønner i Næstved, grundlagt i 1848 af J.A. Hermansen (1811-1880), efter hvis død virksomheden fortsattes af hans sønner indtil sammenslutningen i 1906.
- Christianshavns Jernstøberi og Maskinværksteder, grundlagt i 1838 af Daniel Frederik Løwener (1805-1873) som maskinfabrik og jernstøberi senere overgået til Christianshavns Jernstøberi og Maskinværksteder.
- Jernstøberiet Godthaab, grundlagt i 1881 af C.C. Carstensen og H. Heineke; nedlagt i 1907.

I 1916 udskiltes fabrikken i Svendborg under navnet A/S L. Lange & Co. Svendborg Jernstøberi (se dette). I 1930 overtoges endvidere A/S Anker Heegaard, og selskabet drev herefter tillige virksomhed under dette navn.
- A/S Anker Heegaard er grundlagt i 1828 af Anker Heegaard (1776-1837), der i 1804 havde nedsat sig som isenkræmmer og i 1828 anlagde et jernstøberi på det nuværende Blågårds Plads, sønnen, S.P. Anker Heegaard (1815-1893), udvidede jernstøberiet i 1857 ved køb af statens jernstøberi på Frederiksværk, anlagt i 1756 af generalmajor Johan Frederik Classen (1725-1792). I 1918 blev virksomheden omdannet til aktieselskab.

Direktør i 1950: K.F. Ulrich (f. 1901).
Firmaet havde direktion og salgsafdeling i Ørstedhus, Vester Farimagsgade 41 i København, som var opført af Kaj Gottlob. Jernstøberiet og emaljeværket lå i Frederiksværk, mens maskinfabrikken fandtes i Næstved. Et datterselskab var Ulrichs Metalstøberi A/S i Næstved.